# نوک‌قیفی ابروسفید
نوک‌قیفی ابروسفید (نام علمی: Conirostrum ferrugineiventre) نام یک گونه از سرده نوک‌قیفی است.